# 韋氏側帶小公魚
韋氏側帶小公魚（学名：Stolephorus waitei）為輻鰭魚綱鲱形目鳀科的其中一種，分布於印度太平洋區，包括安達曼群島、孟加拉、印度、斯里蘭卡、台灣、泰國、印尼、菲律賓、越南、馬來西亞、汶萊、澳洲、斐濟等海域，棲息深度可達50公尺，本魚體延長，上頜尖指出，達到前鰓蓋，後部邊緣圓潤，臀鰭軟條18-20枚，體長可達9.4公分，棲息在沿海，喜群游，可做為食用魚。

## 擴展閱讀
- 維基物種上的相關：韋氏側帶小公魚